# Emil Philippi

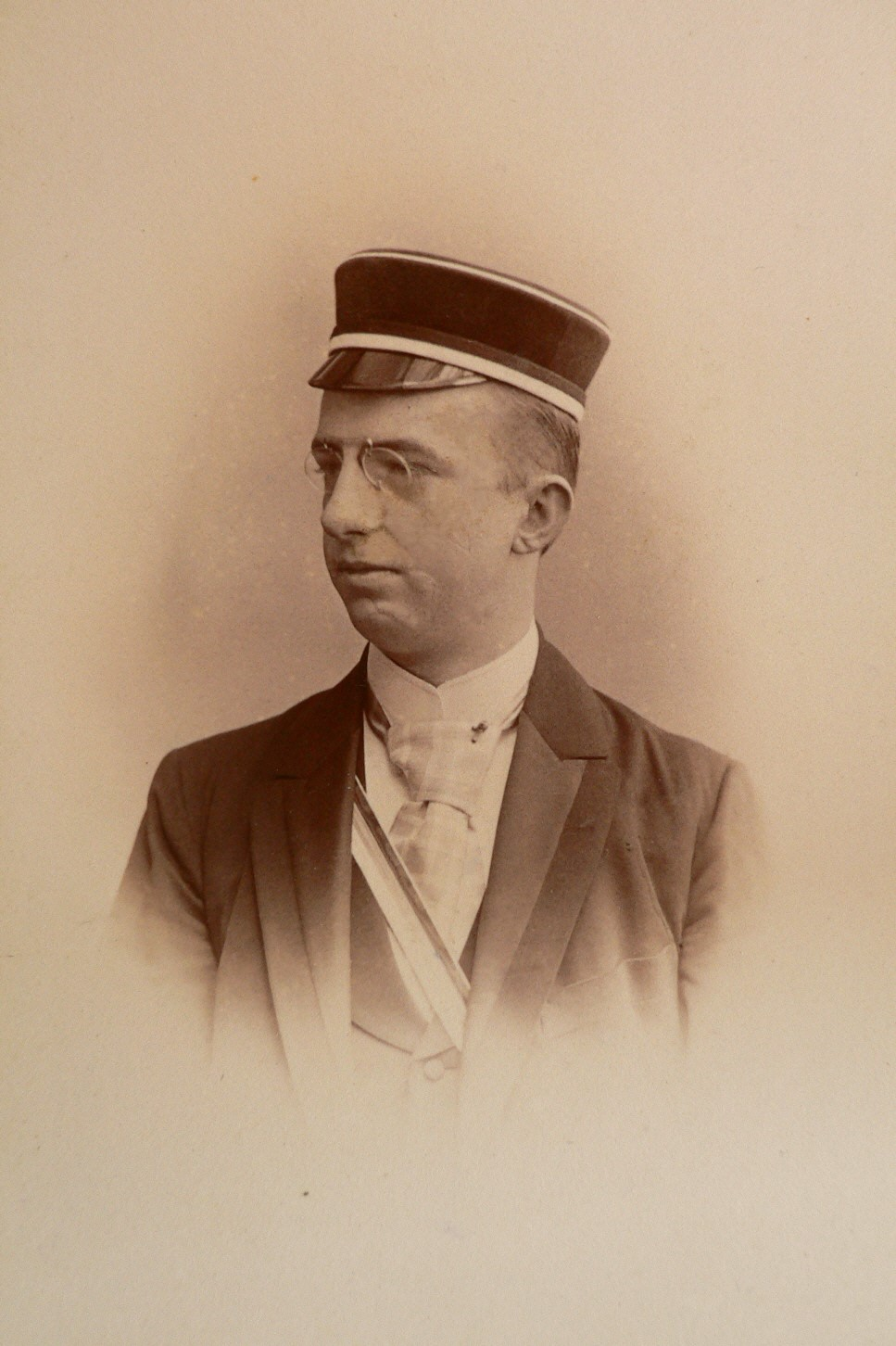
Emil Philippi, 1890, mit den Farben des Corps Borussia Breslau

Emil Philippi (* 4. Dezember 1871 in Breslau; † 27. Februar 1910 in Helwan, Ägypten) war ein deutscher Geologe und Hochschullehrer.

## Leben
Philippi studierte Geographie und beschreibende Naturwissenschaften an der Schlesischen Friedrich-Wilhelms-Universität und an der Kaiser-Wilhelm-Universität Straßburg. 1890 wurde er Mitglied des Corps Borussia Breslau. 1895 wurde er in Straßburg zum Dr. phil. promoviert. Von 1897 bis 1900 war er Assistent am geologisch-paläontologischen Museum der Friedrich-Wilhelms-Universität Berlin. Dort habilitierte er sich als Privatdozent. Durch stratigrafische und tektonische Forschungen in O. des Comer Sees und paläontologische Arbeiten war Philippi früh zu fachlichem Ansehen gekommen. Als Geologe der Deutschen Südpolarexpedition unter der Leitung von Erich von Drygalski widmete er sich in den Jahren 1901 bis 1903 besonders chemisch-geologischen Untersuchungen. Bis auf eine wichtige Arbeit über die Schichtung der Meeressedimente konnte er sie nicht abschließen. Er schrieb über glaziale Erscheinungen der Antarktis und über das permische Glazial in Südafrika. Mit John Murray bearbeitete er die von der Deutschen Tiefsee-Expedition gesammelten Sedimentproben. Seine letzte Arbeit befasste sich mit den klimatischen Verhältnissen der Vorzeit. Im Sommer 1906 nahm er am Internationalen Geologenkongress in Mexiko teil. Im Herbst desselben Jahres wurde er a.o. Professor für Geologie und Paläontologie an der Universität Jena. Er las besonders über die Geologie der deutschen Mittelgebirge und  Versteinerungskunde. Mit Gottlob Linck leitete er stratigraphische und paläontologische Übungen. Mit nur 38 Jahren starb er bei Kairo, wo er sich nach einer schweren Erkrankung zu einem Genesungsaufenthalt aufhielt, an einer Vergiftung.

## Namensgeber
Er ist Erstbeschreiber von zahlreichen Arten der Germanischen Trias. In der Antarktis sind das das Kap Philippi im Viktorialand, die Halbinsel Philippi Rise im Grahamland sowie der Philippi-Gletscher im Kaiser-Wilhelm-II.-Land benannt. Ferner trägt Südgeorgiens Philippi-Gletscher ebenso seinen Namen wie der Philippi-Canyon und die Philippibank im Südlichen Ozean. Darüber hinaus ist er Namensgeber für das Philippi Head der Insel Heard im südlichen Indischen Ozean.

## Schriften
- Die Fauna des unteren Trigonodus-Dolomits vom Hühnerfeld bei Schwieberdingen und des sogenannten “Cannstatter Kreidemergels”. Jahreshefte des Vereins für vaterländische Naturkunde in Württemberg, 54. S. 145–227, Tafel IV – IX, Stuttgart 1898.
- Über zwei neue Zweischaler-Arten von paläozoischem Habitus aus deutschem Muschelkalk. In: Zeitschrift der Deutschen Geologischen Gesellschaft, 51, Verhandl., Berlin 1899, S. 62–67
- Die Ceratiten des oberen deutschen Muschelkalkes. Paläontologische Abhandlungen. Neue Folge, Heft 4, S. 347–458, 19 Abb., 21 Tafeln, Verlag von Gustav Fischer, Jena 1901.
- Geologische Beschreibung des Gaussbergs. Reimer, Berlin 1906.
- Geologische Beobachtungen auf der Possession-Insel (Crozet-Gruppe). Reimer, Berlin 1908.
- Eisberge und Inlandeis in der Antarktis. Gebrüder Borntraeger, Berlin 1910.